# 圖爾梅克
圖爾梅克（西班牙語：Turmequé）是哥倫比亞的城鎮，位於該國東北部，由博亞卡省負責管轄，距離首府通哈45公里，始建於1537年7月20日，面積106平方公里，海拔高度2,409米，2005年人口7,347。

## 外部連結
5°19′N 73°30′W / 5.317°N 73.500°W